# Pietro Zani
Abate Pietro Antonio Maria Zani (Borgo San Donnino, 4 settembre 1748 – Borgo San Donnino, 12 agosto 1821) è stato uno scrittore, poeta e critico d'arte italiano.

## Biografia
Don Pietro Antonio Maria Zani, figura di studioso e ricercatore di notevole levatura, visse tra la fine del Settecento e l’inizio dell’Ottocento, periodo d’intensi fermenti culturali e politici. Di umili origini e senza studi specifici, riuscì a entrare in contatto con importanti uomini di cultura del tempo e fu considerato da molti il maggior esperto di stampe a livello europeo.
Nato a Borgo San Donnino (l’attuale Fidenza), per necessità rimase vent’anni a servizio di Enrichetta D’Este, vedova Farnese, come attore di teatro e staffiere, coltivando la sua passione innata per le stampe sui libri del pittore Bertani suo compagno di scena. Col lascito testamentario della Principessa entrò in Seminario e fu ordinato sacerdote. A causa di una precoce sordità non poté occuparsi di una parrocchia e si dedicò allo studio delle Arti. Intellettuale poliedrico, si applicò prima alla poesia, poi inseguì per tutta la vita il sogno di realizzare un’Enciclopedia d’Arte, documentandosi con faticosi viaggi a piedi nelle più importanti collezioni di città italiane ed europee, in particolare sull’incisione, allora in gran voga. Celebre ai suoi tempi e stimato dai grandi, tra cui due papi, sempre in questua per le sue ricerche, ebbe aiuti da regnanti, nobili, artisti e collezionisti, tra questi il duca di Parma Ferdinando I e Napoleone Bonaparte, che gli diede 400 scudi di Francia per andare a Parigi. Là, la sua costanza e il suo impegno - “Constantia et Labor” il suo motto - furono premiati dal ritrovamento della prima stampa su carta da matrice di metallo, ricercata non solo da lui: L’Incoronazione della Vergine dalla Pace di Maso Finiguerra. Scrisse poi nei Materiali le sue prove per dimostrare che era antecedente alla prima incisione tedesca. La duchessa di Parma Maria Luigia d’Asburgo sovvenzionò la stampa dell’Enciclopedia che non fu terminata per la sua morte. Furono pubblicati ventotto volumi su un centinaio. I manoscritti rimasti sono conservati nella Biblioteca Palatina di Parma. Pur incompleta, la fama della sua Enciclopedia si diffuse ed è tenuta in considerazione in diverse biblioteche universitarie dell’Europa e dell’America, anche del Brasile. È consultata da Case d’Aste internazionali (es.: Sotheby’s, MyArcadia, Blindarte, Bloomsbury Auctions). 
Con Ireneo Affò e con L. Bianconi negli anni tra il 1784 e il 1785 concepì un'opera monumentale che, divisa in otto parti, avrebbe compreso un indice di quarantamila artisti e una parte dedicata alle stampe classificate per soggetti e autori. Per realizzare questo piano grandioso, Zani visitò e studiò le maggiori raccolte di stampe italiane e straniere incontrando conoscitori come Bartsch, Vivant Denon e Seroux d'Agincourt. L'opera vedrà la luce a partire dal 1817 con il titolo di Enciclopedia metodica critica-ragionata delle Belle Arti e sarà pubblicata a Parma in 28 volumi fino al 1824.
In precedenza aveva pubblicato i Materiali per servire alla storia dell'origine e de' progetti dell'incisione in rame e in legno, pubblicato a Parma nel 1802, dove sosteneva la priorità dell'Italia nell'invenzione dell'incisione su rame ad opera di Maso Finiguerra.